# Astrid Strauss
Astrid Strauss (ou Astrid Strauß), née le 24 décembre 1968 à Berlin, est une nageuse est-allemande.

## Carrière
Astrid Strauss participe aux Jeux olympiques d'été de 1988 à Séoul et remporte la médaille d'argent dans l'épreuve du 800 m nage libre.

## Palmarès

### Championnats d'Europe
- Championnats d'Europe 1983 à Rome (Italie) :
  -  Médaille d'or du 400 m nage libre ;
  -  Médaille d'or du 800 m nage libre ;
  -  Médaille d'or du relais 4 × 200 m nage libre ;
  -  Médaille d'argent du 200 m nage libre.
- Championnats d'Europe 1985 à Sofia (Bulgarie) :
  -  Médaille d'or du 400 m nage libre ;
  -  Médaille d'or du 800 m nage libre ;
  -  Médaille d'or du relais 4 × 100 m nage libre ;
  -  Médaille d'or du relais 4 × 200 m nage libre.
- Championnats d'Europe 1987 à Schiltigheim (France) :
  -  Médaille d'or du relais 4 × 200 m nage libre ;
  -  Médaille d'argent du 400 m nage libre ;
  -  Médaille d'argent du 800 m nage libre.
- Championnats d'Europe 1989 à Bonn (Allemagne de l'Ouest) :
  -  Médaille d'or du relais 4 × 200 m nage libre ;
  -  Médaille d'argent du 800 m nage libre.

## Dopage
Après un contrôle positif à la testostérone, Astrid Strauss est suspendue six mois pour dopage en 1992,. Pour sa défense, la nageuse prétend qu'elle avait consommé trop de bières.